# Atrichum subserratum
Atrichum subserratum är en bladmossart som beskrevs av Mitten 1859. Atrichum subserratum ingår i släktet sågmossor, och familjen Polytrichaceae. Inga underarter finns listade i Catalogue of Life.